# Double or Nothing 2021
Double or Nothing (2021) was een professioneel worstel-pay-per-view (PPV) evenement dat georganiseerd werd door All Elite Wrestling (AEW). Het was de 3e editie van Double or Nothing en vond plaats op 30 mei 2021 in Daily's Place in Jacksonville, Florida. Het evenement zou oorspronkelijk plaats vinden in het MGM Grand Garden Arena, maar werd afgelast door het coronapandemie.

## Productie

### Verhaallijnen
Op 5 mei 2021, bij de televisie-special Blood and Guts, werd er een wedstrijd aangekondigd tussen Orange Cassidy en Pac voor een aflevering van Dynamite de week er na met als toevoeging dat de winnaar van die wedstrijd tegen Kenny Omega gaat voor het AEW World Championship bij het evenement Double or Nothing. De wedstrijd tussen Cassidy en Pac eindigde in een dubbele count-out, dus wordt de wedstrijd een triple threat match.
Bij het evenement Full Gear op 7 november 2020, won MJF van Chris Jericho en kreeg het recht op zich toe te voegen bij Jericho's formatie The Inner Circle (Chris Jericho, Sammy Guevara, Jake Hager, Santana & Ortiz. Op de aflevering van Dynamite op 10 maart 2021, verraadde MJF The Inner Circle en onthulde dat zijn eigen formatie aan het maken was genaamd The Pinnacle (Shawn Spears, Wardlow & FTR). Bij het Blood and Guts televisie special, won The Pinnacle van The Inner Circle in een Blood and Guts match. Op de aflevering van Dynamite op 12 mei 2021, daagde MJF Jericho uit voor een Stadium Stampede match tussen twee groepen met als toevoeging dat als The Inner Circle verliest, dat de formatie verbannen wordt.
Ook werd aangekondigd bij Blood and Guts dat Hikaru Shida tegen Britt Baker gaat voor het AEW Women's World Championship bij Double or Nothing.
Op 7 april 2021, aflevering van Dynamite, vielen The Young Bucks (Matt & Nick Jackson) Jon Moxley en Eddie Kingston aan en sloten zich aan bij hun oude vriend Kenny Omega, evenals Omega's bondgenoten The Good Brothers (Doc Gallows & Karl Anderson). Op de aflevering van Dynamite op 12 mei 2021, daagden The Young Bucks, Moxley en Kingston voor een wedstrijd voor het AEW World Tag Team Championship.
Op 31 maart 2021, aflevering van Dynamite, werd Cody Rhodes aangevallen door zijn voormalige vriend QT Marshall sloot zich aan bij Nick Comoroto, Aaron Solow en een gedebuteerde Anthony Ogogo en vormde een team genaamd The Factory. Op 5 mei 2021, bij Blood and Guts, won Rhodes van Marshall, maar werd na de wedstrijd aangevallen door Ogogo, die Rhodes neerhaalde voordat hij hem bedekte met de vlag van het Verenigd Koninkrijk. Op 12 mei 2021, aflevering van Dynamite, daagde Rhods Ogogo uit voor een wedstrijd op Double or Nothing.

## Matches
| Nr. | Match | Winnaar(s)                  | Opmerkingen                                                                     | Bron   |
| --- | --- | --------------------------- | ------------------------------------------------------------------------------- | ------ |
| 1   | Serena Deeb (c) vs. Riho | Serena Deeb                 | Een-op-een match voor NWA World Women's Championship. Deeb won door submission. | [ 10 ] |
| 2   | "Hangman" Adam Page vs. Brian Cage (met Taz) | "Hangman" Adam Page         | Een-op-een match.                                                               | [ 10 ] |
| 3   | The Young Bucks (Matt & Nick Jackson) (c) vs. Jon Moxley & Eddie Kingston | The Young Bucks             | Tag team match voor het AEW World Tag Team Championship.                        | [ 10 ] |
| 4   | Casino Battle Royale voor een toekomende AEW World Championship match. | Jungle Boy                  | Jungle Boy won door Christian Cage als laatste te elimineren.                   | [ 10 ] |
| 5   | Cody Rhodes (met Arn Anderson) vs. Anthony Ogogo (met QT Marshall, Aaron Solow en Nick Comoroto)                                                                             | Cody Rhodes                 | Een-op-een match.                                                               | [ 10 ] |
| 6   | Miro (c) vs. Lance Archer (met Jake Roberts) | Miro                        | Een-op-een match voor het AEW TNT Championship.                                 | [ 10 ] |
| 7   | Hikaru Shida (c) vs. Dr. Britt Baker D.M.D. (met Rebel) | Dr. Britt Baker D.M.D. (nc) | Een-op-een match voor het AEW Women's World Championship.                       | [ 10 ] |
| 8   | Darby Allin & Sting vs. Ethan Page & Scorpio Sky | Darby Allin & Sting         | Tag team match.                                                                 | [ 10 ] |
| 9   | Kenny Omega (c) (met Don Callis) vs. Orange Cassidy vs. Pac | Kenny Omega                 | Triple threat match voor het AEW World Championship.                            | [ 10 ] |
| 10  | The Inner Circle (Chris Jericho, Jake Hager, Sammy Guevara, Santana & Ortiz) vs. The Pinnacle (MJF, Wardlow, Shawn Spears, Cash Wheeler & Dax Harwood) (met Tully Blanchard) | The Inner Circle            | Stadium Stampede match als The Inner Circle verloor, moesten ze ontbinden.      | [ 10 ] |